# Liste der Naturschutzgebiete im Landkreis Böblingen
Im Landkreis Böblingen gibt es 20 Naturschutzgebiete. Für die Ausweisung von Naturschutzgebieten ist das Regierungspräsidium Stuttgart zuständig. Nach der Schutzgebietsstatistik der Landesanstalt für Umwelt, Messungen und Naturschutz Baden-Württemberg (LUBW) stehen 736,95 Hektar der Kreisfläche unter Naturschutz, das sind 1,19 Prozent.

## Naturschutzgebiete im Landkreis Böblingen
| Name                                       | Bild | Kennung               | Einzelheiten | Position | Fläche Hektar | Datum         |
| ------------------------------------------ | ---- | --------------------- | --- | -------- | ------------- | ------------- |
| Grafenberg                                 |      | 1.022 WDPA: 81748     | Herrenberg Steppenheide am Schönbuchrand; kleinräumiges Mosaik von Tier- und Pflanzengesellschaften mit einer Vielzahl von seltenen und bedrohten Arten, begründet auf der geomorphologischen und kleinklimatischen Gliederung. | ⊙        | 23,8          | 31. Juli 1995 |
| Waldwiese im Mahdental                     |      | 1.030 WDPA: 82859     | Sindelfingen Nasse Waldwiese mit reicher Flora | ⊙        | 2,1           | 5. Nov. 1971  |
| Merklinger Ried                            |      | 1.103 WDPA: 82157     | Weil der Stadt Natürliches Ried in einer nassen, moorigen Flussniederung, insbesondere Lebensraum für zahlreiche Vogelarten. | ⊙        | 16,6          | 2. Juli 1982  |
| Neuweiler Viehweide                        |      | 1.118 WDPA: 164802    | Waldenbuch Hudewaldartiges Gebiet als ein letztes Relikt der alten Schönbuchlandschaft. | ⊙        | 14,9          | 3. Jan. 1984  |
| Storrenberg                                |      | 1.134 WDPA: 165758    | Aidlingen Reich strukturierte Landschaft, eng miteinander verbundene Heide- und Wiesenflächen, Gebüschen, Hecken, Steinriegeln und wertvollen Sukzessionsflächen. | ⊙        | 13,4          | 14. März 1985 |
| Venusberg-Wolfsäcker-Besental/Halde        |      | 1.135 WDPA: 166049    | Aidlingen Reich strukturierte Landschaft von eng miteinander verbundenen Heide-, Wald- und Wiesenflächen, Gebüschen, Hecken, Steinriegeln und wertvollen Sukzessionsbereichen als Lebensraum einer vielfältigen Flora und Fauna. | ⊙        | 118,9         | 13. Apr. 1985 |
| Kasparsbrunnen-Ried-Binn                   |      | 1.157 WDPA: 164032    | Aidlingen, Grafenau (Württemberg) Die Würmaue zwischen Aidlingen und Grafenau-Döffingen mit weitläufigen Talauewiesen als prägende Glieder einer Kulturlandschaft (NR: Obere Gäue). | ⊙        | 51,9          | 23. Dez. 1988 |
| Kappelwiesen-Beim Roten Brunnen-Salzwiesen |      | 1.162 WDPA: 164023    | Weil der Stadt Wiesenlandschaft mit genutzten und nichtgenutzten Flächen, die Förderung der ökologischen Vielfalt der Talaue wird angestrebt; Grundwasserschutz. | ⊙        | 30,3          | 19. Dez. 1989 |
| Würmaue am Heuberg                         |      | 1.164 WDPA: 166376    | Weil der Stadt Wertvolle, vielfältig strukturierte Kulturlandschaft; Wiesenaue durchsetzt mit natürlichen Landschaftselementen; natürliche Dynamik der Würm mit röhrichtgesäumtem Altwasser. | ⊙        | 24,2          | 19. Dez. 1989 |
| Oberes Hölzertal                           |      | 1.167 WDPA: 164879    | Magstadt Feuchtes Wiesental mit Hochstaudenfluren, Seggenbeständen, Uferröhricht, Feuchtwiesen und Bachgehölzen. | ⊙        | 29,1          | 4. Sep. 1990  |
| Längenbühl                                 |      | 1.168 WDPA: 164357    | Renningen Ehemaliger Schilfsandsteinbruch mit abwechslungsreichen Abbruchwänden; vielfältige Fauna und Flora, insbesondere seltene Moosarten. | ⊙        | 12,3          | 9. Okt. 1990  |
| Gerlinger Heide                            |      | 1.181 WDPA: 163232    | Leonberg, Gerlingen Rest einer Heide, bedrängt von Bebauung und hohem Naherholungsdruck; vielfältig, mit naturnaher Ausstattung; Wechsel von Freiflächen mit Gebüschen, lichten Waldflächen und markanten Einzelbäumen. | ⊙        | 15,1          | 30. Dez. 1991 |
| Hacksberg und Steckental                   |      | 1.182 WDPA: 163468    | Weil der Stadt, Grafenau (Württemberg) Typische Heckengäulandschaft, heterogen strukturierte Trockenbiotope mit zahlreichen typischen Pflanzen- und Tierarten. | ⊙        | 103,6         | 20. Dez. 1991 |
| Hartmannsberg                              |      | 1.186 WDPA: 163536    | Weissach Offene, ungestörte Halbtrockenrasenflächen auf einst großflächigen Schafweiden sollen durch Pflege und Extensivierung verbessert werden; besonders reizvolles Landschaftsbild. | ⊙        | 23,7          | 21. Aug. 1992 |
| Krebsbachaue                               |      | 1.201 WDPA: 164241    | Ehningen, Gärtringen Talaue mit vielfältigen Feuchtgebietsstrukturen und extensiv genutzten Feuchtwiesen als Lebensraum für eine vielfältige Pflanzenwelt und seltener, vom Aussterben bedrohter Tierarten; durch Extensivierung der landwirtschaftlich genutzten Flächen soll das Gebiet gefördert werden. | ⊙        | 88,1          | 29. März 1994 |
| Schaichtal                                 |      | 1.210 WDPA: 165357    | Waldenbuch, Aichtal, Altenriet, Schlaitdorf, Walddorfhäslach, Dettenhausen Landschaftlich reizvolles Bachtal im Schönbuch mit offener, reich strukturierter Aue; kleinräumiger Wechsel von Wiesen und Brachen mit von Gehölzen begleiteten Bachläufen, umgeben von Waldhängen mit Quellbächen und Schluchtwaldfragmenten; durch pflegliche Bewirtschaftung sollen die miteinbezogenen Waldbestände naturnah und standortgemäß in Mischwald zurückgeführt werden. Das Schaichtal ist Teil des Naturparks Schönbuch.                              | ⊙        | 271,6         | 23. Feb. 1995 |
| Hinteres Sommerhofental                    |      | 1.225 WDPA: 163689    | Sindelfingen Reizvolles Wiesental mit Sumpf- und Bruchwäldern und Aue des naturnahen Sommerhofenbaches; Biotopkomplex aus extensiv genutzten Wiesen, Wald-, Sumpf- und Saumbiotopen; strukturreicher Lebensraum für eine Vielzahl, z. T. bedrohter Pflanzen- und Tierarten. | ⊙        | 22,4          | 17. Nov. 1997 |
| Mittelberg                                 |      | 1.240 WDPA: 318788    | Weil der Stadt Typische, besonders hochwertige Heckengäulandschaft mit großflächigen, extensiv genutzten Wiesen, Halbtrockenrasen, Säumen, Hecken und Steinriegeln; aus wissenschaftlichen, ökologischen, naturgeschichtlichen und kulturhistorischen Gründen erhaltenswert; Vielzahl für Trockenstandorte typische Tier- und Pflanzenarten sowie seltene oder gefährdete Arten. Exponierte Kuppe, die durch großflächige Wiesen, hangparallele Hecken, Einzelbäumen und Feldgehölzen eine besondere Vielfalt, Eigenart und Schönheit aufweist. | ⊙        | 45,3          | 23. Juni 2000 |
| Feuerbacher Heide-Dickenberg               | BW   | 1.251 WDPA: 318396    | Rutesheim Typische, besonders vielfältige Heckengäulandschaft mit Heideflächen, artenreichen Wiesen und Äckern, Hecken, Obstbaumwiesen, Steinriegeln und Mischwäldern; soll aus wissenschaftlichen, ökologischen, naturgeschichtlichen und kulturhistorischen Gründen erhalten werden. | ⊙        | 17,7          | 2. Sep. 2002  |
| Siebenmühlental                            |      | 1.276 WDPA: 555514008 | Steinenbronn, Waldenbuch, Filderstadt, Leinfelden-Echterdingen Das Tal bietet über 200 Pflanzenarten, 80 Vogelarten, 14 Reptilien- und Amphibienarten und über 50 Tag- und Nachtfalterarten Lebensraum. | ⊙        | 98,4          | 6. Okt. 2010  |
| Legende für Naturschutzgebiet              |      |                       | |          |               |               |